# Laurence Bouckaert
Pour les articles homonymes, voir Bouckaert.
Laurence Bouckaert, née le 9 mars 1969, est une compositrice et improvisatrice française.

## Biographie
Laurence Bouckaert naît le 9 mars 1969,.
Elle découvre la musique au sein d'une petite école de village, intègre une section musicale au lycée à Colmar puis étudie à l’Université de Strasbourg, auprès de François-Bernard Mâche notamment, ainsi qu'au Conservatoire de la ville,.
Elle se perfectionne ensuite en composition électroacoustique avec Michel Zbar, au Conservatoire de Boulogne-Billancourt, et assiste aux rencontres du Groupe de recherches musicales.
Entre 1995 et 1996, Laurence Bouckaert est assistante de Francis Faber à l'école de musique de Dieppe, travaille au studio de la Grande Fabrique, puis complète sa formation universitaire à Lille, sous la direction de Jean-Marc Chouvel, soutenant un mémoire consacré à La naissance de la musique concrète à Paris de 1948 à 1958.
En 1998, son œuvre Rouge Pathos est présentée à la salle Cortot ainsi qu'à la Cité de la musique de Paris à l'occasion du cinquantième anniversaire de la naissance de la musique concrète. 
En 2000, elle crée une classe de composition électroacoustique au conservatoire de La Rochelle.
En parallèle, elle s'intéresse à l'improvisation musicale, soulignant que « l'interaction du jeu à plusieurs procure un plaisir particulier inscrit dans une démarche unique ». Dans ce domaine, Bouckaert est cofondatrice avec Pierre Couprie et Jean-Baptiste Favory, puis Francis Larvor, du collectif des « Phonogénistes ». 
Curieuse de nouvelles expériences musicales, elle joue du Karlax, un instrument numérique et contrôleur MIDI conçu au début des années 2000 par Rémi Dury, « outil parfait pour lier davantage l'improvisation et le geste sonore à la nouvelle lutherie »,.
Comme musicienne interprète, elle se produit au sein de l'Orchestre national électroacoustique ou en duo, avec Véronique Wilmart au clavier pour les Hildegarde von Stick, avec la contrebassiste Laurence Jordan pour aLLea, ou avec la chanteuse Dominique Fonfrède.
Laurence Bouckaert est également professeur de musique électroacoustique au Conservatoire de Villeurbanne,.

## Œuvres
Parmi ses compositions figurent notamment :
- Rouge Pathos, créé à Paris, salle Cortot (1998) ;
- Le souffle court, commande de l’Ina-GRM, créé à Radio France (2006) ;
- Limen, commande de l’Ina-GRM, créé à Paris, auditorium Saint-Germain (2013) ;
- Ce qui traverse l’attente, musique pour deux joysticks, logiciel Métamalette et vidéo de Jean-Marc Chouvel, commande de Puce-Muse, créé à Paris, église Saint-Merri (2014) ;
- Mémoires de femmes, paysage, passage, créé à La muse en circuit à Alfortville (2015) ;
- Alice à cœur, musique pour support, piano quatre mains et film de Lou Bunin (Alice in wonderland, 1949), créé au Théâtre de Meaux par Antoine Mignon et Katia Krivocochenko (2018).